# Rodzina Ulmów
Rodzina Ulmów, znana także jako Józef i Wiktoria Ulmowie z siedmiorgiem dzieci – polska rodzina katolicka z Markowej, która w czasie okupacji hitlerowskiej podczas II wojny światowej próbowała ratować polskie rodziny żydowskie, ukrywając je we własnym domu podczas Holokaustu. Rodzina została zamordowana przez Niemców 24 marca 1944 w tzw. zbrodni w Markowej.
Józef i Wiktoria Ulmowie są uznawani za Sprawiedliwych wśród Narodów Świata, a cała rodzina w Kościele katolickim czczona jest jako męczennicy po beatyfikacji przez papieża Franciszka. Ich wspomnienie liturgiczne obchodzone jest 7 lipca (dzień rocznicy ślubu Józefa i Wiktorii).
Pomimo morderstwa Ulmów – które miało wywołać strach wśród mieszkańców wioski – ich sąsiedzi nadal ukrywali żydowskich uciekinierów aż do końca II wojny światowej. Okupację w Markowej przeżyło co najmniej 21 polskich Żydów. 
Rodzina Ulmów składała się z następujących osób:
- Józef (ur. 2 marca 1900 w Markowej) – polski rolnik, właściciel kilkuhektarowego gospodarstwa rolnego
- Wiktoria z d. Niemczak (ur. 10 grudnia 1912 w Markowej) – polska kobieta pracująca na roli z Markowej pod Łańcutem, żona Józefa. W chwili śmierci rozpoczął się proces porodu jej siódmego dziecka.
- Dzieci Ulmów – to w kolejności od najstarszego[2]:
  - Stanisława (ur. 18 lipca 1936)
  - Barbara (ur. 6 października 1937)
  - Władysław (ur. 5 grudnia 1938)
  - Franciszek (ur. 3 kwietnia 1940)
  - Antoni (ur. 6 czerwca 1941)
  - Maria (ur. 16 września 1942)
  - dziecko bezimienne (ur. 24 marca 1944[1])

## Życiorysy

### Józef Ulma
Pochodził z ziemi przemyskiej, gdzie się urodził 2 marca 1900 w wielodzietnej, rolniczej rodzinie w Markowej, jako syn Marcina i Franciszki z domu Kluz. Rodzice posiadali trzy hektary ziemi. W 1911 ukończył czteroklasową szkołę powszechną w rodzinnej miejscowości. W młodości zaangażował się w działalność społeczną. Mając siedemnaście lat, był członkiem Związku Mszalnego Diecezji Przemyskiej, którego celem oprócz modlitwy było zbieranie funduszy na rzecz budowy i konserwacji kościołów i kaplic. Angażował się w Katolickim Stowarzyszeniu Młodzieży, później działał w Związku Młodzieży Wiejskiej RP „Wici”, w którym był bibliotekarzem i fotografem oraz przewodniczącym Powiatowej Sekcji Wychowania Rolniczego w Przeworsku. Do udostępnianej przez niego publicznie biblioteki domowej należały utwory m.in. Zygmunta Miłkowskiego, Anny Łubieńskiej, Mieczysława Brzezińskiego, francuskiego reportera Gastona Leroux i islandzkiego jezuity Jóna Sveinssona.
W 1921 został powołany do odbycia służby wojskowej, pełniąc ją w latach 1921–1922 m.in. w Grodnie. Następnie w okresie od 1 listopada 1929 do 31 marca 1930 kształcił się w Państwowej Szkole Rolniczej w Pilźnie. Po jej ukończeniu z wynikiem bardzo dobrym stał się propagatorem upraw warzyw i owoców, prowadząc szkółkę drzew owocowych, hodując pszczoły oraz jedwabniki. Korespondował na temat hodowli jedwabników z Lwowską Izbą Rolniczą i z Centralną Doświadczalną Stacją Jedwabniczą w Milanówku, jego gospodarstwo wizytował w towarzystwie starosty powiatowego ordynat przeworski Andrzej Lubomirski. W 1933 Ulma otrzymał nagrodę od Okręgowego Towarzystwa Rolniczego w Przeworsku za konstrukcję uli, nowe narzędzia pszczelarskie i hodowlę jedwabników. Jako pierwszy w Markowej wprowadził w swoim domu elektryczność, podłączając żarówkę do małego, ręcznie zbudowanego wiatraka.
Jedną z jego pasji była fotografika. Na podstawie książek i czasopism wykonał aparat, który posłużył mu do stworzenia zdjęć. Dzięki niemu zachowały się zdjęcia z wielu wydarzeń z Markowej oraz zdjęcia rodzinne.
Był autorem co najmniej jednego artykułu prasowego w tygodniku „Wici” („Stan konkursów w Przeworskiem” – grudzień 1930). Ponadto był członkiem Kółka rolniczego i Spółdzielni zdrowia oraz kierownikiem Spółdzielni mleczarskiej w Markowej, przystąpił także do Stronnictwa Ludowego, którego markowskie koło było najliczniejsze w powiecie przeworskim. Z powodu działalności Józefa Ulmy w ZMW RP „Wici” zarówno on, jak i żona mieli napięte relacje z proboszczem parafii św. Doroty w Markowej Władysławem Tryczyńskim (zm. 1936), które doprowadziły do publicznego konfliktu Ulmy z duchownym.
7 lipca 1935 ożenił się z pochodzącą z tej samej miejscowości – Wiktorią Niemczak. Józef z żoną byli rolnikami na niewielkim kilkuhektarowym gospodarstwie, którego byli właścicielami. Małżonkowie byli aktywnymi członkami parafii św. Doroty. Pogłębiali swoją wiarę poprzez modlitwę rodzinną i udział w życiu sakramentalnym Kościoła. Oboje należeli do Bractwa Żywego Różańca. Po wybuchu II wojny światowej został zmobilizowany, biorąc udział w kampanii wrześniowej 1939. W okresie okupacji prawdopodobnie należał do Batalionów Chłopskich, wykonał zdjęcia ze zbrojnego szkolenia tej organizacji, odebrane na tydzień przed jego śmiercią.

### Wiktoria Ulma i dzieci
Pochodziła z ziemi przemyskiej, gdzie się urodziła 10 grudnia 1912 w wielodzietnej, rolniczej rodzinie w Markowej, jako córka Jana Niemczaka i Franciszki z domu Homa . W wieku 6 lat straciła matkę. Uczęszczała do szkoły powszechnej w rodzinnej miejscowości, a następnie na kursy Uniwersytetu Ludowego w pobliskiej Gaci. Była członkiem Amatorskiego Zespołu Teatralnego w Markowej – grała m.in. rolę Matki Boskiej w jasełkach.
7 lipca 1935 wyszła za mąż za Józefa Ulmę . Po ślubie poświęciła się pracy w domu i opiece nad dziećmi. W ciągu dziewięciu lat małżeństwa rodzinie Ulmów urodziło się sześcioro dzieci: Stanisława (ur. 18 lipca 1936), Barbara (ur. 6 października 1937), Władysław (ur. 5 grudnia 1938), Franciszek (ur. 3 kwietnia 1940), Antoni (ur. 6 czerwca 1941) i Maria (ur. 16 września 1942). W momencie śmierci oczekiwała siódmego dziecka.

### Pomoc Żydom
Podczas okupacji niemieckiej Ulmowie zaangażowali się w pomoc eksterminowanym Żydom. Prawdopodobnie w drugiej połowie 1942 rodzina przyjęła pod swój dach ośmioro żydowskich uciekinierów z rodzin Goldmanów/„Szallów”, Grünfeldów i Didnerów. Ponadto Ulmowie pomogli innej żydowskiej rodzinie wybudować ziemiankę w pobliskim lesie, a następnie zaopatrywali jej mieszkańców w żywność i inne produkty.
Po pewnym czasie leśna ziemianka została odkryta przez Niemców, a czworo ukrywających się w niej Żydów (trzy kobiety i dziecko) zostało zamordowanych. Fakt udzielania przez Ulmę pomocy uciekinierom nie został wówczas ujawniony. Z kolei pozostałych ośmioro Żydów ukrywało się w gospodarstwie Ulmów do wiosny 1944.

### Śmierć
Wiosną 1944 Ulmowie zostali zadenuncjowani przez granatowego policjanta Włodzimierza Lesia  (przesiedleńca z Galicji wschodniej, lokalnie uważanego za „Ukraińca”), który wcześniej pomagał ukrywać się rodzinie „Szallów”, ale następnie zagarnął ich majątek i zamierzał pozbyć się świadków. 24 marca 1944 niemieccy żandarmi z posterunku w Łańcucie, którymi dowodził por. Eilert Dieken rozstrzelali Józefa Ulmę, a także jego żonę, będącą w zaawansowanej ciąży i szóstkę dzieci (8-letnią Stanisławę, 6-letnią Barbarę, 5-letniego Władysława, 4-letniego Franciszka, 3-letniego Antoniego i półtoraroczną Marię). Kilkoro z dzieci zamordował czeski żandarm Josef Kokott. Być może w czasie egzekucji Wiktoria zaczęła rodzić, gdyż świadek ekshumacji zeznał później, że po wykopaniu zwłok dostrzegł główkę i piersi noworodka wystające z jej narządów rodnych. W tym przypadku jednak bardziej prawdopodobny jest tzw. poród pośmiertny (trumienny) skoro powyższy fakt został dostrzeżony dopiero po kilku dniach od śmierci. 5 września 2023 Stolica Apostolska wydała oświadczenie, w którym prefekt Dykasterii Spraw Kanonizacyjnych kard. Marcello Semeraro stwierdził, iż siódme dziecko Ulmów urodziło się w chwili ich męczeństwa. Nie wiadomo jednak w jaki sposób kard. Semeraro wykluczył możliwość porodu pośmiertnego.
Razem z Ulmami zginęli również wszyscy ukrywani Żydzi.
Zostali pierwotnie zakopani przed domem, w następnym tygodniu ich ciała wydobyto i złożono do czterech trumien. Pogrzeb odbył się 11 stycznia 1945 pod przewodnictwem proboszcza parafii św. Doroty w Markowej ks. Ewarysta Dębickiego, po czym zostali pochowani początkowo na cmentarzu w Markowej. W dniach 30 marca – 1 kwietnia 2023 została dokonana ekshumacja ich szczątków, a następnie po beatyfikacji zostały one złożone do specjalnie przygotowanego sarkofagu, w bocznym ołtarzu poświęconym Matce Bożej kościoła św. Doroty w Markowej.
13 września 1995 Józef Ulma został wraz z żoną pośmiertnie odznaczony medalem Sprawiedliwy wśród Narodów Świata. Ponadto postanowieniem prezydenta RP Lecha Kaczyńskiego z 25 stycznia 2010 małżeństwo Ulmów zostało pośmiertnie odznaczone Krzyżem Komandorskim Orderu Odrodzenia Polski.
Los Józefa Ulmy i jego rodziny stał się symbolem martyrologii Polaków mordowanych przez Niemców za niesienie pomocy Żydom.

## Proces beatyfikacyjny
Z inicjatywy proboszcza parafii św. Doroty w Markowej – ks. Stanisława Lei podjęto starania w celu wyniesienia ich na ołtarze. Po rozpoznaniu grupy męczenników II wojny światowej (w tym rodziny Ulmów) 17 września 2003 biskup pelpliński Jan Bernard Szlaga rozpoczął proces beatyfikacyjny na szczeblu diecezjalnym w ramach procesu drugiej grupy 122 męczenników II wojny światowej w diecezji pelplińskiej. Odtąd przysługiwał im tytuł Sług Bożych. Wcześniej 23 lutego 2003 Stolica Apostolska wyraziła zgodę na rozpoczęcie tego procesu (tzw. nihil obstat). W archidiecezji przemyskiej odbył się proces rogatoryjny w celu zebrania zeznań świadków oraz dokumentacji dotyczącej męczeństwa rodziny Ulmów, który zakończył się 25 kwietnia 2008. Proces na szczeblu diecezjalnym zakończył się 24 maja 2011. 10 maja 2014 Stolica Apostolska wydała dekret o ważności procesu diecezjalnego.
Ze względu na wzrastającą opinię o męczeństwie rodziny Ulmów oraz podkreślenia przykładu ich życia i tragicznej śmierci, metropolita przemyski, abp Adam Szal 31 stycznia 2017 zwrócił się do Kongregacji Spraw Kanonizacyjnych o wyłączenie tego procesu z procesu grupy męczenników II wojny światowej. W tej sytuacji 20 lutego 2017 w archidiecezji przemyskiej otwarto nowy proces beatyfikacyjny Sług Bożych – Józefa i Wiktorii Ulmów oraz ich 7 dzieci, jako męczenników z powodu nienawiści do wiary. Postulatorem procesu został mianowany ks. dr Witold Burda. W czasie etapu diecezjalnego zostało przesłuchanych 11 świadków, z których dwie osoby byli to m.in. ich bliscy krewni. W lipcu 2020 ukończono prace nad liczącym 500 stron dokumentem tzw. Positio o męczeństwie Rodziny Ulmów, który złożono w 2021. Następnie było ono 16 lutego 2021 przedmiotem oceny kolegium konsultorów historycznych Dykasterii Spraw Kanonizacyjnych, po czym 22 lutego 2022 odbyła się sesja konsultorów teologicznych, która zaakceptowała dokumentację procesu.
6 grudnia 2022 odbyła się sesja biskupów i kardynałów Dykasterii Spraw Kanonizacyjnych, która pozytywnie zaopiniowała propozycję wyniesienia ich na ołtarze jako męczenników, po której papież Franciszek promulgował 17 grudnia tegoż roku dekret o ich męczeństwie, otwierając drogę do ich beatyfikacji. 14 lutego 2023 abp Adam Szal wyznaczył dzień 10 września 2023 jako datę uroczystości beatyfikacyjnej. Uroczystej mszy świętej beatyfikacyjnej, która odbyła się na stadionie w Markowej przy specjalnie zbudowanym ołtarzu przewodniczył kard. Marcello Semeraro, który w wygłoszonej homilii powiedział m.in.:

Rodzina Ulmów dołącza dziś do szlachetnego i bogatego grona synów i córek narodu polskiego, którzy w wiekach dawnych, ale też i we współczesnym czasie zostali wyniesieni do chwały ołtarzy jako Święci i Błogosławieni. Świadectwo ich życia jest przykładem i wzorem do naśladowania. Są nam też ofiarowani jako orędownicy u Pana Boga, abyśmy mogli powierzać im naszą codzienność, nasze nadzieje, radości, potrzeby i zmartwienia. Najświętszej Maryi Pannie, Królowej Polski, Świętym i Błogosławionym tego narodu, a od dziś wszyscy razem, publicznie, rodzinie Ulmów, zawierzamy gorącą modlitwę za rodzinę ludzką i o pokój w bliskiej Ukrainie.

W uroczystości beatyfikacji uczestniczyli m.in.:
- prymas Polski abp Wojciech Polak;
- przewodniczący Episkopatu Polski abp Stanisław Gądecki;
- naczelny rabin Polski Michael Schudrich;
- prezydent RP Andrzej Duda;
- premier Polski Mateusz Morawiecki[41].

Beatyfikacyjny wizerunek błogosławionych namalował Oleg Czyżowski. Relikwiarz w formie monstrancji zawierający relikwie całej rodziny Ulmów zaprojektowała rzeźbiarka Agnieszka Stopyra-Żugaj. Specjalną pieśń na tę uroczystość „Błogosławiona Rodzino Ulmów” skomponował ks. dr hab. Mieczysław Gniady do słów Moniki Maziarz.
Ich wspomnienie liturgiczne zostało wyznaczone na dzień 7 lipca (dzień zawarcia sakramentu małżeństwa).

## Upamiętnienie

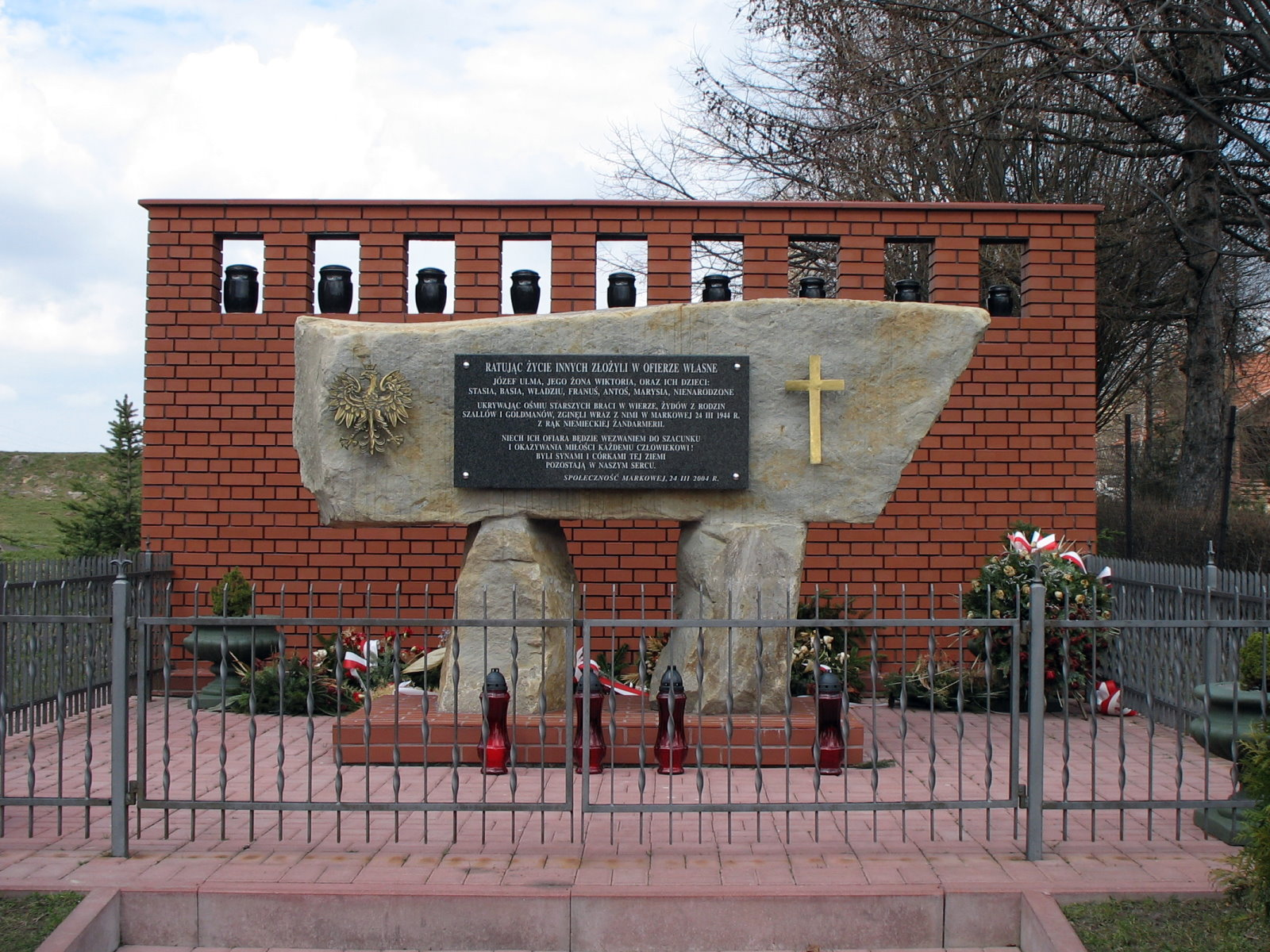
Pomnik rodziny Ulmów w Markowej

- 24 marca 2004 odsłonięto w Markowej pomnik im poświęcony, na którym widnieje następujący napis[11][4]

RATUJĄC ŻYCIE INNYCH, ZŁOŻYLI W OFIERZE WŁASNE. JÓZEF ULMA, JEGO ŻONA, WIKTORIA ORAZ ICH DZIECI: STASIA, BASIA, WŁADZIU, FRANUŚ, ANTOŚ, MARYSIA, NIENARODZONE. UKRYWAJĄC OŚMIU STARSZYCH BRACI W WIERZE, ŻYDÓW Z RODZINY SZALLÓW I GOLDMANÓW, ZGINĘLI WRAZ Z NIMI W MARKOWEJ 24 III 1944 R. Z RĄK NIEMIECKIEJ ŻANDARMERII.
NIECH ICH OFIARA BĘDZIE WEZWANIEM DO SZACUNKU I OKAZYWANIA MIŁOŚCI KAŻDEMU CZŁOWIEKOWI! BYLI SYNAMI I CÓRKAMI TEJ ZIEMI POZOSTAJĄ W NASZYM SERCU.
SPOŁECZNOŚĆ MARKOWEJ, 24 III 2004 R.

- Od 23 marca 2006 Szkoła Podstawowa w Markowej nosi imię Sług Bożych rodziny Ulmów[43]. Przy głównym wejściu do szkoły wmurowano tablicę pamiątkową o następującej treści[43]:

Nikt nie ma większej miłości od tej, gdy ktoś życie swoje oddaje za przyjaciół swoich. (J 15, 13)
SZKOŁA PODSTAWOWA w MARKOWEJ im. Sług Bożych RODZINY ULMÓW MARKOWA, 24 marca 2006 r.

- 24 marca 2010 w Warszawie Instytut Pamięci Narodowej zaprezentował specjalną wystawę „Samarytanie z Markowej. Ulmowie – Polacy zamordowani przez Niemców za pomoc Żydom” im poświęconą[44]
- 15 marca 2012 Narodowy Bank Polski wprowadził do obiegu okolicznościowe monety Polacy ratujący Żydów – rodzina Ulmów, Kowalskich, Baranków: srebrną o nominale 20 zł z ich podobizną w nakładzie 40 000 sztuk oraz złotą o nominale 2 zł z podobizną Wiktorii Ulmy z dzieckiem na ręku w nakładzie 800 000 sztuk[45]. Następnie 22 lutego 2024 NBP wyemitował srebrną monetę kolekcjonerską o nominale 50 złotych Pamięci Rodziny Ulmów[46]
- Uchwałą Rady Miasta Łańcuta z dnia 17 grudnia 2013 jedna z ulic w tym mieście otrzymała imię Rodziny Ulmów[47]. Również w Ostrołęce jedna z ulic nosi ich imię[48]. Ponadto od 2017 jedno z rond w Rzeszowie nosi ich imię[49]
- 17 marca 2016 zostało uroczyście otwarte przez prezydenta Polski Andrzeja Dudę Muzeum Polaków Ratujących Żydów podczas II wojny światowej w Markowej[50]
- Od 6 sierpnia 2016 w Markowej działa Fundacja im. Rodziny Ulmów „SOAR”, mająca na celu upamiętnienie ich bohaterstwa i odwagi, a także innych Polaków ratujących Żydów[51]
- Z inicjatywy prezydenta RP Andrzeja Dudy od 2018 dzień 24 marca został ustanowiony jako Narodowy Dzień Pamięci Polaków ratujących Żydów pod okupacją niemiecką, który nawiązuje do tragicznej historii Józefa i Wiktorii Ulmów oraz ich dzieci, którzy to 24 marca 1944 zostali zamordowani przez Niemców[52]
- Poczta Polska 24 marca 2019 wprowadziła do obiegu znaczek pocztowy o nominale 3,30 zł z wizerunkiem rodziny Ulmów w nakładzie 160 000 sztuk w serii Polacy ratujący Żydów (wraz z kopertą FDC)[53] oraz 10 września 2023 z okazji ich beatyfikacji inny znaczek pocztowy o nominale 3,90 zł w nakładzie 120 000 sztuk, projektu Jarosława Ochendzana (wraz z kopertą FDC)[54]
- 13 lipca 2023 na Dworcu Centralnym w Warszawie zaprezentowano lokomotywę serii EU44 w okolicznościowej okleinie, upamiętniającej historię rodziny Ulmów. Lokomotywa ta przez następne miesiące prowadziła pociągi na trasie Warszawa – Berlin oraz Przemyśl – Berlin[55]
- Uchwałą Sejmu RP IX kadencji z 28 lipca 2023 zdecydowano o ustanowieniu roku 2024 „Rokiem Rodziny Ulmów”[56]
- Od 30 sierpnia 2023 dworzec PKP w Łańcucie nosi imię rodziny Ulmów. Na terenie tego dworca odsłonięto tablicę pamiątkową oraz mural autorstwa Arkadiusza Andrejkowa im poświęcony[57]. Inny mural im poświęcony tegoż autora odsłonięto 28 września 2023 w Rzeszowie przy ulicy Gałęzowskiego[58], a w październiku 2023 w Markowej – deskal[59]
- Z okazji ich beatyfikacji odbyło się szereg okolicznościowych przedsięwzięć im poświęconych, m.in.: 7 września 2023 na pl. Grzybowskim w Warszawie zaprezentowano widowisko „Kantata dla Aniołów”; 9 września 2023 w Filharmonii Podkarpackiej w Rzeszowie odbyło się misterium multimedialne „Przerwane dzieciństwo”; od 10 września do 10 listopada 2023 w czterech miastach (Gdańsku, Warszawie, Pelplinie i Wałbrzychu) odbyły się koncerty „Nie ma większej miłości – w hołdzie Rodzinie Ulmów”; od 8 września do 15 października 2023 w galerii „Okno na Kulturę” w Warszawie zaprezentowana została wystawa „Ulmowie. Nie ma większej miłości”, a od 13 lipca 2023 w holu głównym Dworca Centralnego w Warszawie prezentowana była wystawa „Samarytanie z Markowej”[60]
- 16 września 2023 w Pilźnie na budynku przy ul. 3 Maja 178 została odsłonięta tablica upamiętniająca bł. Józefa Ulmę, który w latach 1929–1930 był uczniem Państwowej Szkoły Rolniczej (obecnie firma MET-CHEM) o następującej treści[61]:

Ratując życie innych, złożyli w ofierze własne 

PAMIĘCI
BŁ. JÓZEFA ULMY Z MARKOWEJ,
KTÓRY W LATACH 1929 - 1930
UCZĘSZCZAŁ DO MIESZCZĄCEJ SIĘ W TYM BUDYNKU
PAŃSTWOWEJ SZKOŁY ROLNICZEJ,
ZAMORDOWANEGO PRZEZ NIEMCÓW WRAZ Z CAŁĄ RODZINĄ
ZA RATOWANIE ŻYDÓW W DNIU 24.03.1944 r.
Na okoliczność beatyfikacji tablicę ufundowała firma „MET-CHEM” 
16.09.2023 r.

- 6 marca 2024 w ogrodach watykańskich posadzono jabłoń na cześć rodziny Ulmów, zaszczepioną przez Józefa Ulmę[62]
- 24 marca 2024 port lotniczy Rzeszów-Jasionka otrzymał imię Rodziny Ulmów[63]
- 7 lipca 2024 podczas uroczystej sesji na zamku w Łańcucie radni sejmiku województwa podkarpackiego ustanowili bł. Rodzinę Ulmów patronami województwa podkarpackiego na podstawie dekretu watykańskiej Dykasterii Kultu Bożego i Dyscypliny Sakramentów z dnia 5 kwietnia 2024[64].
- 20 września 2024 Niepubliczna Szkoła Podstawowa w Błędowej Zgłobieńskiej przyjęła za patrona bł. Rodzinę Ulmów. W szkole tej odsłonięto tablicę pamiątkową o następującej treści[65]:

Kto ratuje jedno życie - ratuje cały świat
Na pamiątkę nadania imienia Błogosławionej Rodziny Ulmów Niepublicznej Szkole Podstawowej w Błędowej Zgłobieńskiej
Błędowa Zgłobieńska, 20 września 2024 r.

### Filmografia
Powstało kilka filmów dokumentalnych im poświęconych:
| Filmy |                                                        |                         |
| Rok   | Tytuł                                                  | Reżyseria               |
| 2004  | Cena życia                                             | Andrzej Baczyński       |
| 2009  | Świat Józefa                                           | Rafał Wieczyński        |
| 2014  | Ulmowie. Świadectwo sprawiedliwych                     | Dariusz Walusiak        |
| 2023  | Historia jednej zbrodni                                | Mariusz Pilis           |
| 2023  | Przykazanie miłości. Historia rodziny Ulmów z Markowej | Marta Pietrasiewicz     |
| 2023  | Ulmowie. Błogosławiona rodzina                         | Dariusz Walusiak        |
| 2023  | Porzucone kwiaty. Historia rodziny Ulmów               | Józef Kamil Brzostowski |